# Weilheim in Oberbayern

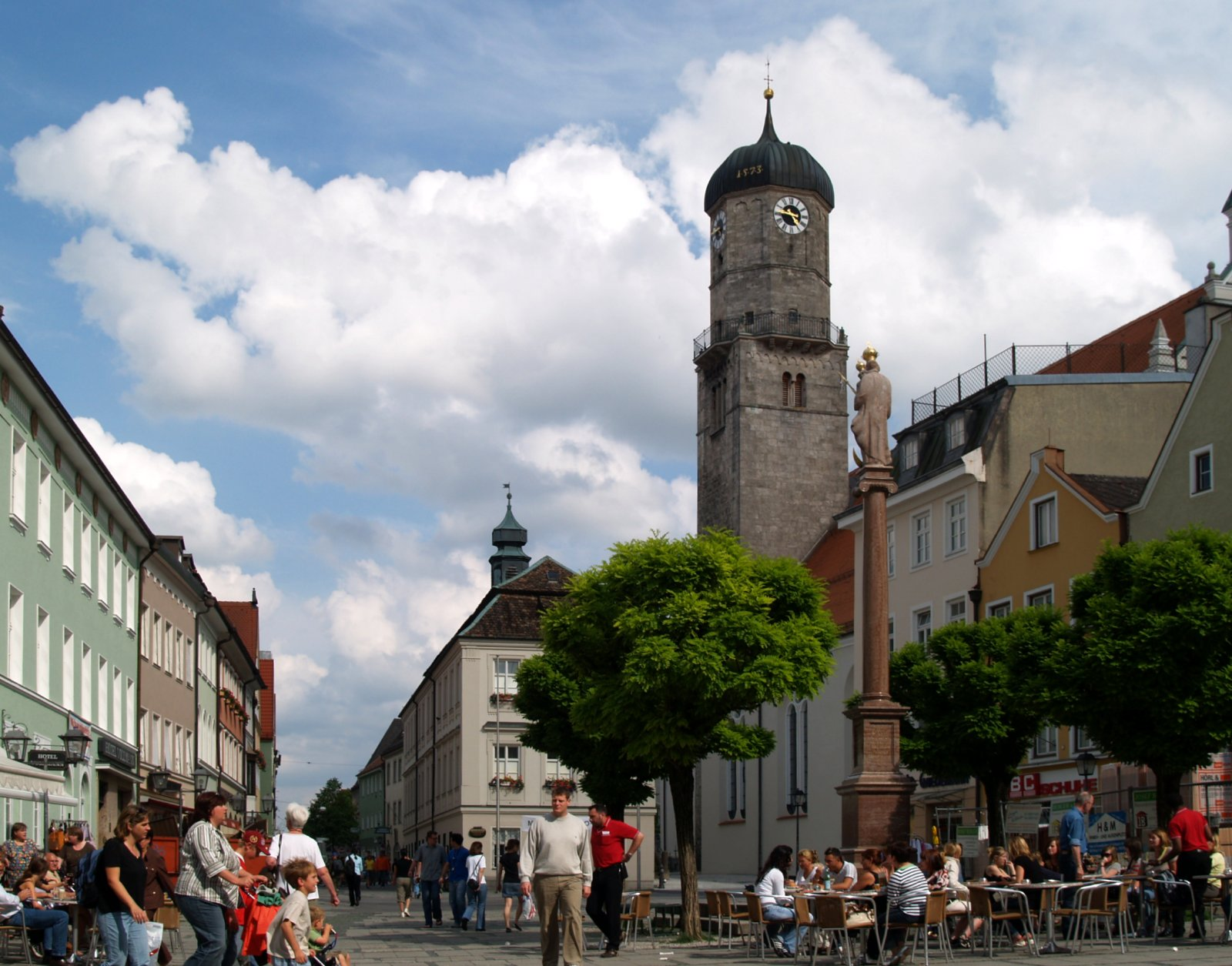
The pedestrian zone in Weilheim

Weilheim in Oberbayern (tiếng Đức: Weilheim i.Ob.) là một thị trấn thuộc nước Đức, thủ phủ của huyện Weilheim-Schongau ở the về phía nam của Bayern. 

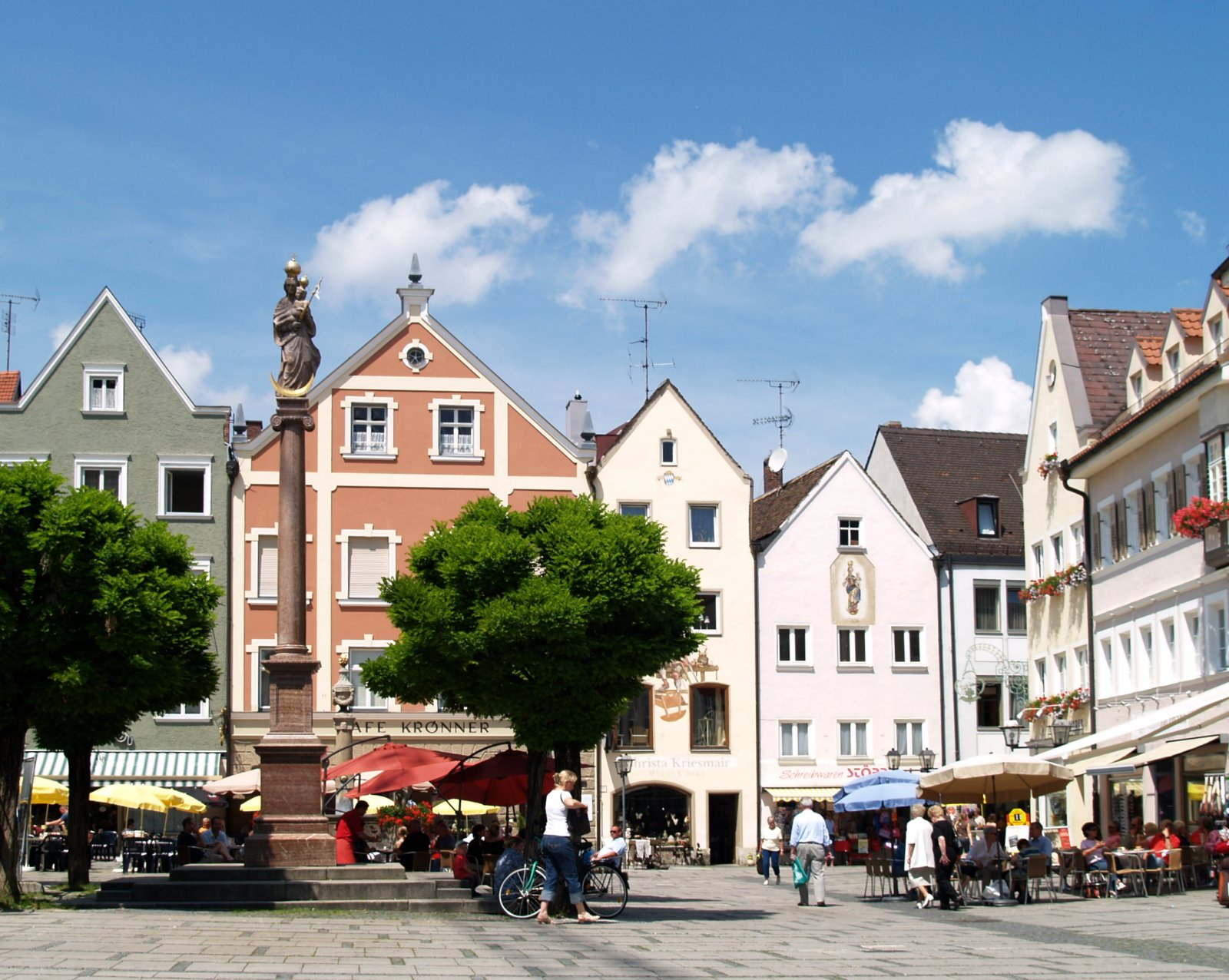
Weilheim

## Thành phố kết nghĩa
- Narbonne, Pháp